# Ariobarzanes af Pontos
Ariobarzanes (? – ca. 250 f.Kr.) var konge af Pontos 266 f.Kr. til ca. 250 f.Kr.
Ariobarzanes var søn af kong Mithridates 1. af Pontos og efterfulgte denne som konge. Som konge erhvervede han byen Amastris til kongerigets besiddelser og han fik hjælp af galatiske lejesoldater til at holde stormagterne stangen i deres forsøg på at underkue de mindre kongedømmer i Lilleasien. Ariobarzanes blev efterfulgt af sønnen Mithridates 2.